# پشته نیم‌دایره‌ای
یک پشته نیم‌دایره‌ای (همچنین به عنوان دمی‌لون یا نیم‌ماه، یا هلالی آبگیر یا چاله هلالی آبگیر شناخته می‌شود) (به انگلیسی: Semicircular bund) یک تکنیک برداشت آب باران است که شامل حفر گودال‌های نیم‌دایره‌ای در زمین با دهانه‌ای عمود بر جریان آب است. این تکنیک‌ها به ویژه در مناطقی که بارندگی کم و نامنظم است، مانند مناطق خشک و نیمه‌خشک، سودمند هستند. پشته‌های نیم‌دایره‌ای عمدتاً برای کاهش سرعت و نگه‌داشت رواناب طراحی شده‌اند تا اطمینان حاصل شود که گیاهان داخل آنها آب مورد نیاز خود را دریافت می‌کنند.

## پیشینه

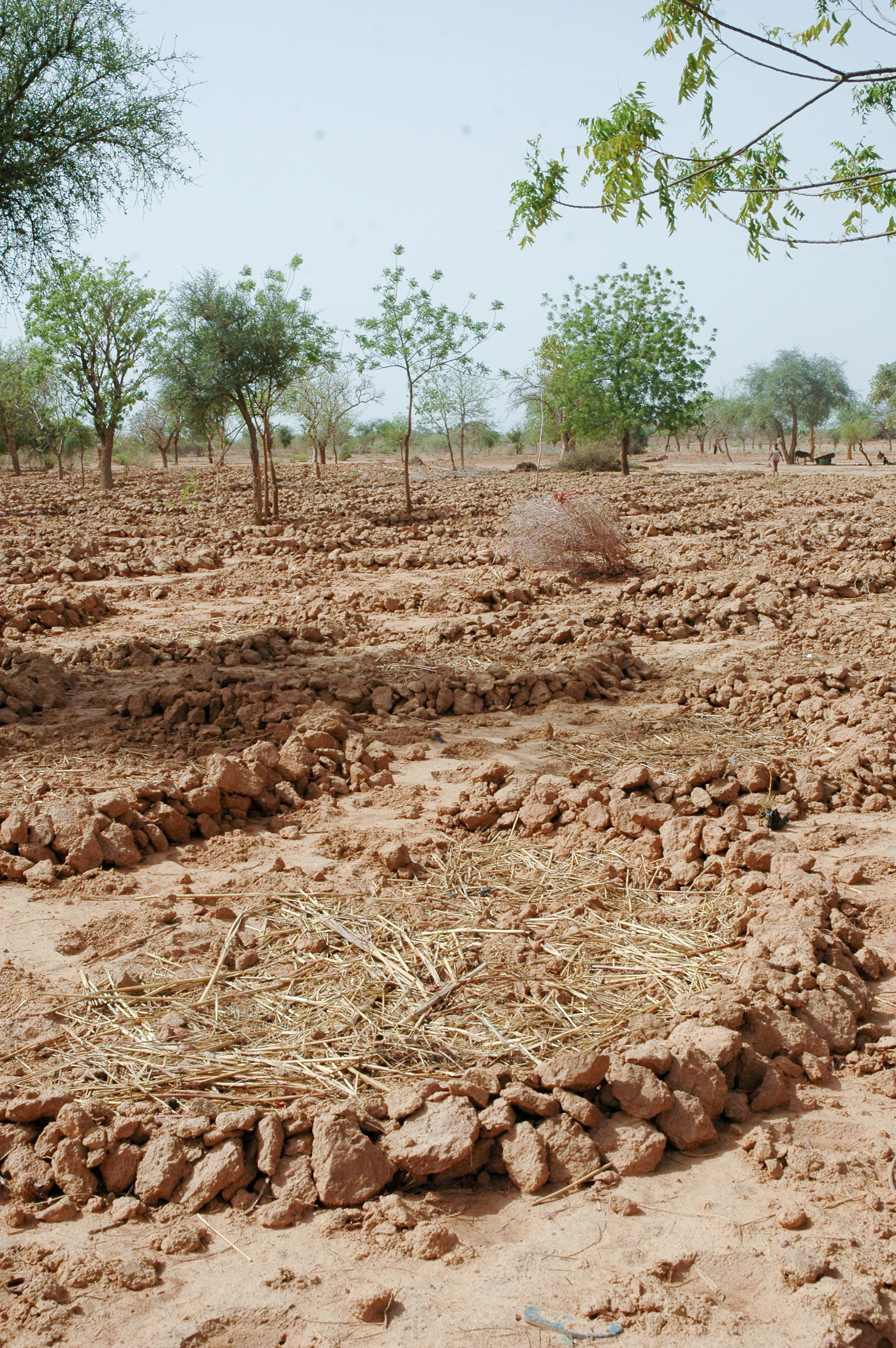
پشته‌های نیم‌دایره‌ای در بورکینافاسو

کشت محصولات زراعی، چرا، و جنگلداری به ویژه در زمین های خشک بسیار چالش‌برانگیز است. جوامع محلی اغلب فاقد منابع مالی و عملی برای ایجاد سیستم های آبیاری یا استفاده از کودهای شیمیایی هستند. در نتیجه، این موارد معمولاً به عنوان راه‌حل‌های غیرعملی در این مناطق در نظر گرفته می‌شوند. به همین دلیل، تکنیک‌های برداشت باران به‌طور گسترده‌ای برای حفظ کارآمد آب باران با حداقل نیاز به مواد اضافی و سرمایه‌گذاری مالی مورد استفاده قرار می‌گیرند. 

روش‌های متعددی برای برداشت آب باران وجود دارد که همه آنها بر اصل اساسی ساخت یا حفاری سازه‌ها با استفاده از مواد طبیعی مانند خاک و سنگ استوارند. این روش‌ها شامل چاله‌های کاشت، حوضچه نفوذی، میکروحوضه‌ها و موانع عرضی شیب هستند. پشته‌های نیم‌دایره‌ای در زیرمجموعه برداشت آب میکروحوضه‌ای قرار دارند. علاوه بر وظیفه اصلی کاهش رواناب برای مقاصد کشاورزی، این روش‌ها مزایای دیگری نیز دارند، از جمله تأمین آب آشامیدنی اضافی برای دام، احیای زمین، بهبود حاصلخیزی خاک، تسریع رشد چوب برای هیزم و تأثیرگذاری بر الگوهای جوی منطقه‌ای، که می‌تواند منجر به افزایش بارندگی شود.

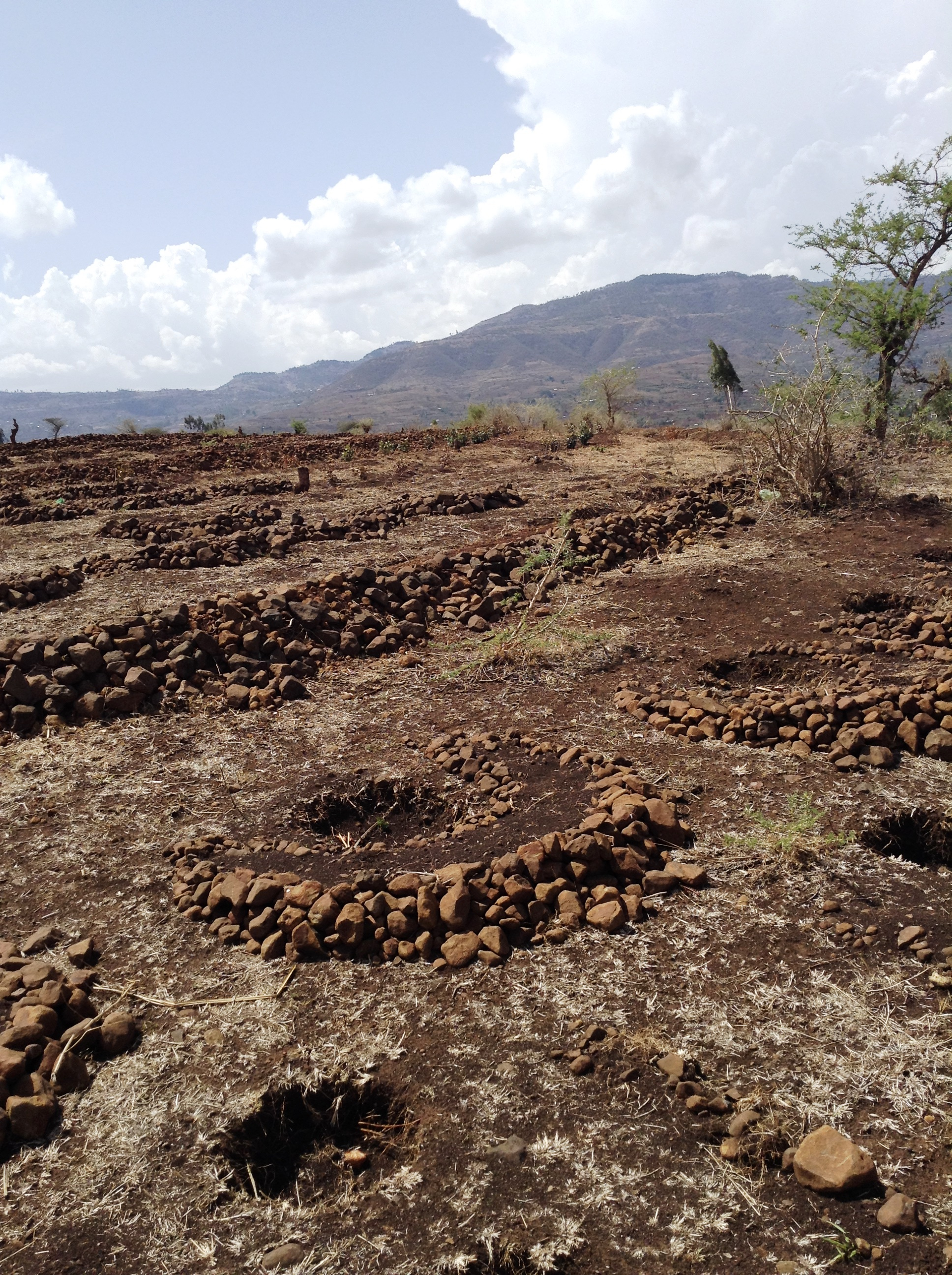
پشته‌های نیم‌دایره‌ای در اتیوپی

## منشأ و توسعه اخیر
پشته‌های نیم‌دایره‌ای به عنوان یک پاسخ قدیمی به چالش‌های کمبود آب و فرسایش خاک در اقلیم‌های خشک توسعه یافته‌اند. استفاده از این تکنیک‌ها را می‌توان در شیوه‌های کشاورزی سنتی در مناطق مختلف جهان، به ویژه در آفریقا و خاورمیانه، ردیابی کرد. در این مناطق، جوامع محلی این روش را طی نسل‌ها توسعه داده و اصلاح کرده‌اند تا بهره‌وری کشاورزی را افزایش داده و زمین‌های تخریب‌شده را احیا کنند. با وجود ریشه‌های تاریخی این روش، پشته‌های نیم‌دایره‌ای در نیمه دوم قرن بیستم توجه گسترده‌ای را در میان جوامع علمی و توسعه‌ای جلب کردند، به ویژه در منطقه ساحل آفریقا.
با افزایش نوسانات اقلیمی و تخریب زمین در این مناطق، این ساختارها به ابزاری مهم برای احیای زمین و بهبود کشاورزی تبدیل شده‌اند. تحقیقات انجام‌شده در اوایل قرن بیست و یکم تأثیرات مثبت پشته‌های نیم‌دایره‌ای را در بهبود خصوصیات خاک، افزایش پوشش گیاهی و تقویت تنوع زیستی در اکوسیستم‌های خشک و نیمه‌خشک تأیید کرده‌اند.

## ساختار و مکانیسم

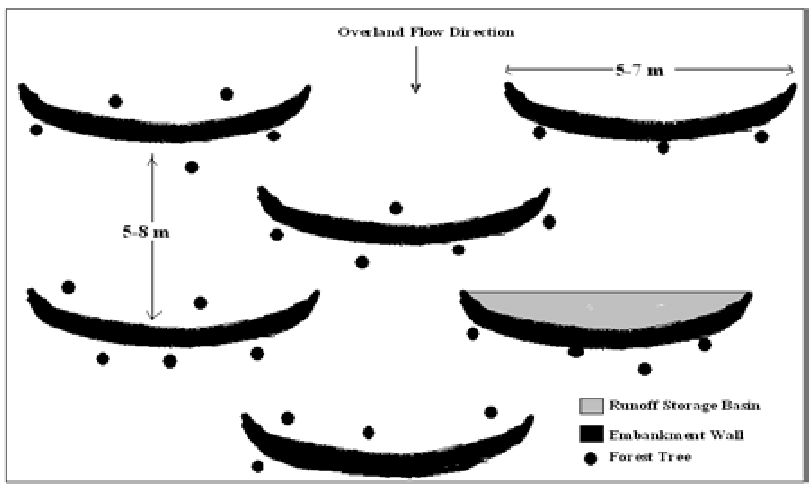
نقشه شماتیک از ساختار پشته نیم‌دایره‌ای در یک مورد اجرا در ایران

پشته‌های نیم‌دایره‌ای گودال‌هایی هستند که به شکل نیم‌دایره حفر شده‌اند و مواد حفاری‌شده (خاک و سنگ) در امتداد لبه‌های آنها انباشته می‌شود. این پشته‌ها معمولاً قطر ۲ تا ۸ متر (و تا ۱۲ متر) و ارتفاع ۳۰ تا ۵۰ سانتی‌متر دارند. پشته‌ها در یک الگوی پلکانی در سراسر یک زمین چیده می‌شوند، به این معنی که روانابی که از بین ساختارهای یک ردیف جریان می‌یابد، توسط ردیف پایین‌تر جذب می‌شود. نسبت سطح برداشت آب به سطح کاشت شده بین ۱:۱ تا ۳:۱ متغیر است.

## مزایا و چالش ها
ریزه های انباشته شده علاوه بر وظیفه اصلی جذب باران، مواد تجمع‌یافته در پشته‌ها موریانه ها و سایر بی‌مهرگان را جذب می‌کند که فعالیت آنها باعث ایجاد تونل‌ها و منافذ در مواد آلی می‌شود. این فرآیند باعث بهبود تشکیل هوموس، افزایش نفوذ آب و در نهایت غنی‌سازی خاک می‌شود. هنگامی که این تکنیک با سایر مواد غنی از مواد مغذی مانند کود دامی ترکیب شود، می‌تواند به‌طور قابل‌توجهی خطر شکست محصولات را کاهش داده و بازده کشاورزی را افزایش دهد. با این حال، علی‌رغم نیاز کم به مواد مصنوعی و سرمایه‌گذاری مالی، این روش‌ها به نیروی کار زیادی نیاز دارند. آماده‌سازی یک هکتار پشته‌های نیم‌دایره‌ای می‌تواند تا چهار ماه-کار نیاز داشته باشد، همراه با کار اضافی برای نگهداری سالانه.

## مطالعات موردی

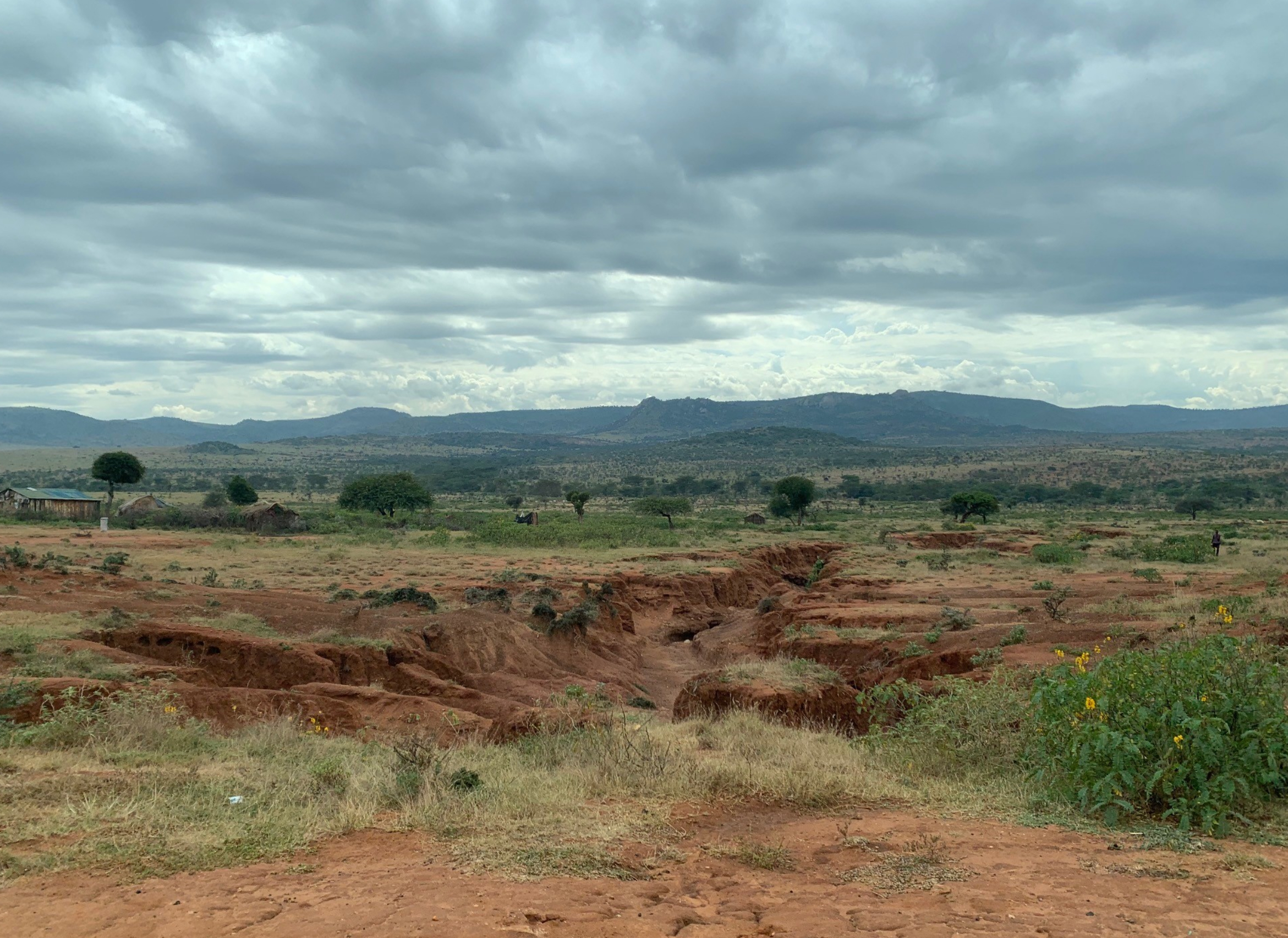
چشم انداز حوضه اوآسو نگیرو در کنیا

### حوزه آبریز اوآسو نگیرو در کنیا
در مارس ۲۰۲۳، پروژه‌ای برای معرفی پشته‌های نیم‌دایره‌ای در حوزه آبریز اوآسو نگیرو در کنیا آغاز شد. اولین پشته‌ها در مارس ۲۰۲۳ حفر شدند و تا دسامبر ۲۰۲۳، نتایج اولیه نشان داد که خاک سبزتر شده و حیات‌وحش به منطقه بازگشته است.

### مرتع کوته در ایران
مطالعه‌ای در سال ۱۳۹۳ به منظور بررسی اثرات پشته‌های نیم‌دایره‌ای بر پوشش گیاهی و ویژگی‌های خاک در مرتع کوته استان سیستان و بلوچستان ایران انجام شد. نمونه‌های گیاهی (با استفاده از کرت‌های ۵ در ۵ متر مربع) و نمونه‌های خاک (گرفته‌شده از عمق صفر تا سی سانتی‌متری) نشان داد که مناطق دارای دسته‌ها پوشش گیاهی، تولید گیاهی و تراکم بیشتری را نسبت به منطقه شاهد (بدون پشته) نشان می‌دهند. بیشترین غنا و تنوع گونه ها در ناحیه باندهای نیم دایره ای اندازه گیری شد و میزان کربن آلی، نیتروژن، پتاسیم، فسفر و کربنات کلسیم در خاک افزایش معنی داری داشت. این مطالعه به این نتیجه رسید که ساخت پشته‌های نیم‌دایره‌ای تأثیر مثبتی بر پوشش گیاهی و ویژگی های خاک در مراتع منطقه مورد مطالعه دارد. 

### منطقه تاهوا در نیجر
باندهای نیم دایره ای در مناطق ترا و تاهوا در نیجر که در سال های ۱۹۷۰ تا ۲۰۱۰ اجرا شدند، نتایج مثبتی در افزایش تولید محصولات، افزایش تولید علوفه و چوب، و افزایش تنوع زیستی نشان داد. همچنین، تقاضا برای آب آبیاری کاهش یافت و امنیت غذایی بهبود یافت.

## جستارهای‌وابسته
- شخم کانتور
- دیوار سبز بزرگ